# Aeroporto Internacional de Belém

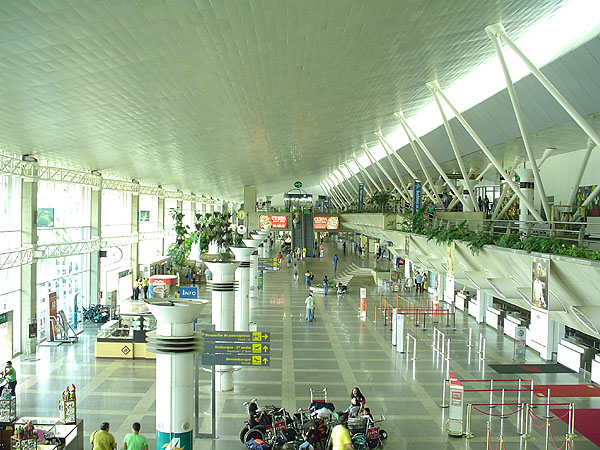
Área de check-in do aeroporto

O Aeroporto Internacional de Belém - Júlio César Ribeiro (IATA: BEL', ICAO: SBBE), também chamado Aeroporto de Belém/Val-de-Cans, é um aeroporto internacional situa-se em Belém, no Estado do Pará, Brasil e é administrado pela NOA - Norte da Amazônia Airports. 
Este terminal aéreo, projetado por Sérgio Parada, possui torre de controle, controle de aproximação e duas pistas de pouso, com a maior tendo o comprimento de 2.800m.
Atualmente, é o aeroporto mais movimentado da Região Norte do Brasil em quantidade de passageiros transportados, no ranking de aeroportos do Brasil por movimento.

## História

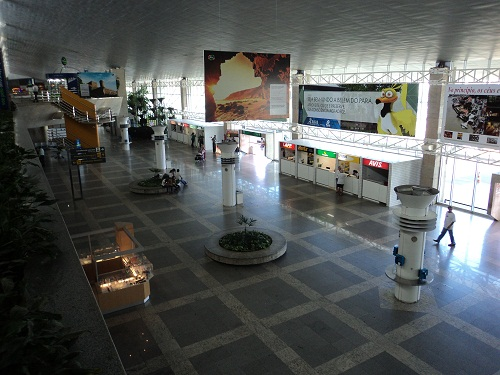
Área de desembarque do aeroporto

Em 1934, o general Eurico Gaspar Dutra, diretor da Aviação Militar, designou o tenente Armando Serra de Menezes para escolher no bairro de Val-de-Cans um terreno onde seria construído um aeroporto. As obras ficaram a cargo da Diretoria de Aeronáutica Civil, órgão do Ministério da Viação e Obras Públicas. Foi construída uma pista de terra, no eixo Leste-Oeste, dimensionada em 1200x150m; pátio de estacionamento e um hangar de estrutura em concreto para a aviação militar que através dos tempos ficou conhecido como Hangar Amarelo pela cor da sua pintura.

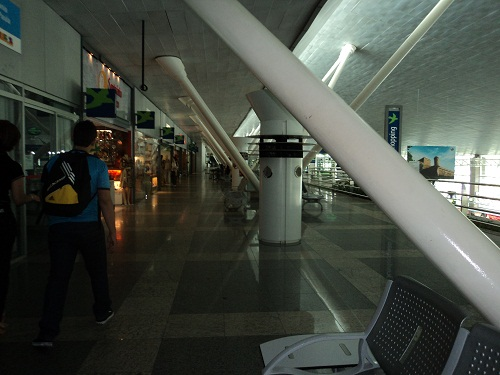
Aero shopping do Aeroporto Internacional de Belém

Com a eclosão da segunda grande guerra, as bases aéreas e aeroportos do litoral brasileiro passaram a ser da mais alta relevância no domínio das rotas vitais marítimas do Atlântico Sul. Ainda mais especiais eram as bases no norte e nordeste, que dariam o indispensável apoio logístico a milhares de aviões que, saindo das fábricas do Canadá e Estados Unidos, seriam transladados para os teatros de operações no norte da África e na Europa.
Após prolongadas negociações entre o Brasil e Estados Unidos, foram construídas em Val-de-Cans duas pistas medindo 1500 x 45 metros com base de concreto e revestimento asfáltico e modernas instalações aeroportuárias para atender com eficiência a aviação civil e militar.
A Base Aérea de Val-de-Cans e as outras bases aéreas utilizadas pelos americanos durante a II Guerra Mundial foram entregues ao Ministério da Aeronáutica em 1945. Panair, Pan American, Cruzeiro do Sul e NAB (Navegação Aérea Brasileira), ao iniciarem as suas atividades em Val-de -Cans, construíram as suas próprias estações de passageiros.
Em 1958, o Ministério da Aeronáutica construiu a primeira estação de passageiros para uso geral das companhias de aviação. Em 24 de janeiro de 1959 foi inaugurado o Aeroporto Internacional de Belém, administrado pelo DAC. A Empresa Brasileira de Infraestrutura Aeroportuária foi criada pela Lei n.º 5.862, em 12 de dezembro de 1972, com a atribuição de implantar, administrar, operar e explorar industrial e comercialmente aeroportos. Em janeiro de 1974, o Ministério da Aeronáutica transferiu para a jurisdição da Infraero o Aeroporto Internacional de Belém, tendo como primeiro Administrador o Francisco de Assis Lopes.
O arquiteto Sérgio Parada, responsável pelo projeto, elaborou o interior para ter ornamentação de plantas da região amazônica que se encontram cercadas por uma fonte capaz de imitar o barulho das chuvas diárias na região.
Hoje, operam no Aeroporto Internacional de Belém 7 companhias aéreas: Azul, GOL, LATAM,  TAP Air Portugal, Air France, Fly All Ways e  Surinam Airways. Mais ainda, a Copa Airlines, iniciará uma rota para a Cidade do Panamá a partir de 2024.

## Estatísticas

### Movimento
Ver a consulta original do Wikidata.
| Ano  | Movimento (Passageiros) | %       | Rank Nacional |
| ---- | ----------------------- | ------- | ------------- |
| 2003 | 1.172.457               | ---     | 15            |
| 2004 | 1.330.965               | 13,5%   | 14            |
| 2005 | 1.523.714               | 14,4%   | 13            |
| 2006 | 1.776.008               | 16,5%   | 12            |
| 2007 | 2.119.552               | 19,3%   | 12            |
| 2008 | 2.153.508               | 1,6%    | 12            |
| 2009 | 2.203.653               | 2,9%    | 15            |
| 2010 | 2.570.899               | 18,2%   | 16            |
| 2011 | 2.995.547               | 16,5%   | 16            |
| 2012 | 3.342.771               | 11,5%   | 15            |
| 2013 | 3.475.611               | 03,9%   | 14            |
| 2014 | 3.886.914               | 11,83%  | 13            |
| 2015 | 3.714.761               | 4,52%   | 13            |
| 2016 | 3.282.513               | 11,64%  | 14            |
| 2017 | 3.312.101               | 0,9%    | 14            |
| 2018 | 3.520.803               | 6,30%   | 14            |
| 2019 | 3.628.807               | 3,07%   | 14            |
| 2020 | 2.010.186               | Baixa   | 13            |
| 2021 | 2.681.690               | Aumento | 13            |

### Números[3]

#### Sítio aeroportuário
Área: 5.615.783,22 m²

#### Pátio das aeronaves
Área:  82.384 m²

#### Terminal de passageiros
Área (m²):  33.255,17

#### Estacionamento
Capacidade: 692 vagas

#### Estacionamento de aeronaves comerciais
- Número de posições: 12
- Pontes de Embarque: 06
- Portões de Embarque: 09

## Acesso
Avenida Júlio César s/n°
Val de Cans
Distância do centro: 12 km
O Aeroporto Internacional de Belém está localizado a 12 km do centro da capital paraense e, possui os seguintes acessos: 
- Táxi:  O aeroporto possui algumas cooperativas de táxi que atuam dentro do terminal de passageiros em pontos de atendimento espalhados nos saguões de embarque e desembarque de passageiros.
- Transporte Público: O SBBE é atendido pelas seguintes linhas de Ônibus: Linha Pratinha - Pte.Vargas; Linha CDP - Providência; Linha Pratinha - Ver-o-Peso; Linha Marex-Arsenal; Linha Marex - F. Patroni; Linha Marex - Centro. O aeroporto possui ainda uma ligação com o município de Ananindeua, na região metropolitana de Belém, por meio da Linha Pratinha - Castanheira. E tem trajeto alterado para somente na ida ao Centro passarem pelo aeroporto, como a Linha Icoaraci - Centro; Linha Guajará - Ver-o-Peso itinerário B;[14].